# 토츠카 쇼타
토츠카 쇼타(일본어: 戸塚 祥太, 1986년 11월 13일 ~ )는 일본의 가수, 배우이며, 남성 아이돌 그룹 A.B.C-Z의 멤버이다.
아이치현에서 태어나, 도쿄도에서 자랐다. STARTO ENTERTAINMENT 소속.

## 약력
- 1999년 4월 25일, 쟈니즈 사무소에 입소한다.
- 2000년, 쟈니즈 Jr.내 유닛 A.B.C.의 멤버로 선택되었다.
- 2006년 7월, 기간 한정 유닛 Kitty GYM의 멤버로 선택되어, 야마시타 토모히사 등과 함께 《여자 배구 월드 그랑프리 2006》의 스페셜 서포터를 맡는다.
- 2008년 8월 29일, A.B.C-Z의 멤버로 선택되었다.
- 2012년 2월 1일, A.B.C-Z의 멤버로서 DVD 데뷔를 한다.

## 출연

### 드라마
- 고스트 마마 수사선~나와 마마의 이상한 100일~ 제4화 (2012년 7월 28일, 닛폰 TV) - 마키노 료타 역
- 치유사 키리코의 약속 (2015년 8월 ~ 9월, 토카이 TV) - 료 역

### 영화
- 사랑하는♡뱀파이어 (2015년, 팬텀 필름)
- 일본의 가장 긴 하루 (2015년, 아스믹 에이스/쇼치쿠) - 후지이 마사미 역

### 음악 프로그램
- 더 소년구락부 (2000년 ~ 현재, NHK-BS2)

### 버라이어티 프로그램
- YOU들! (2006년 ~ 2007년, 닛폰 TV)
- 하나마루 마켓 (2007년 3월 ~ 2008년 3월 (월요 레귤러)·2008년 4월 ~ 2009년 4월 (수요 레귤러), TBS)
- 백식왕 (2008년 11월 ~ 2013년 9월, 후지 TV)
- 망상 리스트 (2013년 10월 ~ 2014년 9월, 후지 TV)

### CM
- 닛신 식품 닛신 레인지 Spa왕 (2009년)
- 코카 콜라
- 신켄 제미 중학 강좌